# Aberaman
Aberaman (en anglès Aberaman) és un poblet del comtat gal·lès de Rhondda Cynon Taf (anglès: "Rhondda Cynon Taf"). Es troba a 30 km de Cardiff i a 142 de Londres. El 2011 la població era de 6.047 habitants, dels quals 1.910 (31,6%) parlaven gal·lès.